# Đội tuyển bóng rổ quốc gia nam Trinidad và Tobago
Đội tuyển bóng rổ quốc gia Trinidad và Tobago đại diện cho Trinidad và Tobago. Trong các trận đấu bóng rổ quốc tế. Đội tuyển được quản lý bởi Liên đoàn Bóng rổ Quốc gia Trinidad và Tobago. (NBFTT) Đội này đã giành được bốn huy chương vàng liên tiếp từ năm 1986 đến năm 1990 tại Giải vô địch FIBA CBC. Nhìn chung, Trinidad và Tobago đã giành được tổng cộng sáu huy chương tại giải đấu này và đứng thứ hai trong danh sách huy chương, chỉ sau Bahamas với bảy huy chương. Đội hình chính thức gần đây nhất của Trinidad và Tobago là tham dự Centrobasket năm 2010 tại Santo Domingo. Ở đó, Trinidad và Tobago là đội duy nhất đánh bại được nhà vô địch cuối cùng là Puerto Rico.

## Lịch sử
Trong giải CBC Trinidad năm 2009, đội giành vị trí thứ tư với thành tích 3–0, dẫn đầu là Ian Young với trung bình 18,6 PPG và Wilferd Benjamin với trung bình 12,4 PPG và dẫn đầu đội với tổng cộng 45 lần bật bóng. Người đứng thứ hai là Julius Ashby với 41 lần bật bóng.

## Thi đấu

### Thế vận hội Mùa hè
chưa đủ điều kiện

### Giải vô địch bóng rổ FIBA
chưa đủ điều kiện

### FIBA AmeriCup
chưa đủ điều kiện

### Centrobasket
- 1971 : 6th
- 1987 : 6th
- 1989 : 9th
- 2010 : 10th

### Giải vô địch Caribe
- 1981 :
- 1982 :
- 1984 : ?
- 1985 : ?
- 1986 :
- 1987 :
- 1988 :
- 1990 :
- 1991 : ?
- 1993 : ?
- 1994 : ?
- 1995 : ?
- 1996 :
- 1998 : –
- 2000 : 7th
- 2002 : –
- 2004 : –
- 2006 : –
- 2007 : 9th
- 2009 : 4th
- 2011 : –
- 2014 : –
- 2015 : –

### Đại hội thể thao Khối Thịnh vượng chung
chưa bao giờ tham gia

## Đồng phục

### Nhà sản xuất
2010: Adidas